# Love Story (film, 1970)
Pour les articles homonymes, voir Love Story.
Pour plus de détails, voir Fiche technique et Distribution.
Love Story (titre québécois : Une histoire d'amour) est un film américain réalisé par Arthur Hiller et sorti en 1970.

## Synopsis
Oliver Barrett, IVe du nom (Ryan O'Neal), vient d'une lignée de diplômés de Harvard riches et éminents. Au départ, et sans doute pour sortir du moule de l’« Ivy League » (les grandes universités de l’est des États-Unis), il sort avec Jennifer Cavilleri (Ali MacGraw), une Américaine d’origine italienne, pauvre et catholique, étudiante en musique, à Radcliffe. Ils sont amoureux. Dès la fin de leur année universitaire, ils se marient contre l’avis du père d’Oliver, qui y voit une mésalliance. Il se brouille avec son fils et le prive de son aide financière pour la fin de ses études.
Grâce à de petits boulots, Jennifer subvient aux besoins du couple et finance les études en droit d'Oliver. Elle l'incite à renouer avec son père, il refuse et s'emporte. Quand Oliver s'excuse, Jennifer lui répond « l'amour, c'est n'avoir jamais à dire qu'on est désolé ». Oliver sort troisième de sa promotion, et obtient un très bon poste au sein d'un cabinet d’avocats à New York. Jennifer enseigne la musique dans une école privée.
Avec leur revenus à présent élevés, Oliver et Jennifer, tous deux 24 ans, essayent d'avoir un enfant. Ils n'y arrivent pas. Un spécialiste informe Oliver que les analyses sanguines révèlent que Jennifer a une leucémie et qu'elle est condamnée à très court terme.
Suivant les conseils de leur médecin, Oliver repousse le moment de parler à Jennifer de sa maladie, mais celle-ci l’apprend par un autre médecin. Jennifer est courageuse. Elle est hospitalisée dans un établissement réputé et coûteux.
Oliver demande une aide financière à son père mais lui cache la raison. Le père suppose une relation extra-conjugale et Oliver ne dément pas. Il lui prête quand même l'argent.
Jennifer meurt à l’hôpital Mont Sinaï dans les bras d'Oliver anéanti. Il sort de l’hôpital sans un mot, il a neigé sur New York, il croise son père qui vient d'apprendre la maladie de Jennifer. Celui-ci lui demande s'il a besoin de quelque chose et s'excuse. Oliver lui annonce qu'elle est morte et lui dit cette dernière phrase : « l'amour, c'est n'avoir jamais à dire qu'on est désolé » avant de partir – seul – s'asseoir sur les gradins de la patinoire de plein-air de Central Park que Jennifer et lui fréquentaient.

## Fiche technique
- Titre : Love Story
- Titre québécois : Une histoire d'amour
- Réalisation : Arthur Hiller
- Scénario : Erich Segal
- Consultants en hockey : William et Robert Cleary
- Musique : Francis Lai
- Direction artistique : Robert Gundlach
- Décors : Philip Smith
- Costumes : Alice Manougian Martin, Pearl Somner, Linda Howard et Ed Brennan
- Maquillage : Marty Bell
- Coiffures : William Farley
- Photographie : Dick Kratina
- Ingénieurs du son : Jack C. Jacobson et Bud Grenzbach
- Montage : Robert C. Jones
- Sociétés de production : Paramount Pictures et Love Story Company
- Producteurs : Howard G. Minsky, Arthur Hiller et David Golden
- Distributeur : Paramount Pictures
- Format : couleurs - 35 mm - 1,85:1 - mono
- Genre : drame
- Durée : 96 minutes
- Pays de production :  États-Unis
- Dates de sortie : 
  - États-Unis : 16 décembre 1970
  - France : 5 mai 1971

## Distribution
- Ali MacGraw (VF : Anne Rochant) : Jennifer Cavilleri
- Ryan O'Neal (VF : Bernard Murat) : Oliver Barrett IV
- John Marley (VF : François Darbon) : Phil Cavilleri
- Ray Milland (VF : Jean-Henri Chambois) : Oliver Barrett III
- Tommy Lee Jones : Hank
- Walker Daniels : Ray
- John Merensky : Steve
- Katharine Balfour (en) (VF : Monique Mélinand) : Mrs Barrett
- Andrew Duncan (VF : Philippe Dumat) : le révérend Blauvelt
- Robert Modica (VF : Jacques Thébault) : Dr Addison
- Sudie Bond

## Attribution des rôles
Ce film marque la première apparition au cinéma de l'acteur Tommy Lee Jones. Crédité sous le nom "Tom Lee Jones".

## Citation
« L'amour, c'est n'avoir jamais à dire qu'on est désolé » (« Love means never having to say you're sorry ») a été élevée au rang de la treizième citation la plus célèbre du cinéma américain.
À la fin de la comédie On s'fait la valise, doc ? (What's Up, Doc ? — 1972) de Peter Bogdanovich, le personnage joué par Barbra Streisand dit « L'amour, c'est n'avoir jamais à dire qu'on est désolé ». Ryan O'Neal lui répond « C'est la chose la plus bête que j'ai jamais entendue ».

## Distinctions

### Récompenses
- Oscar de la meilleure musique originale pour Francis Lai en 1971
- Golden Globes 1971 :
  - Meilleur film dramatique
  - Meilleure actrice dans un film dramatique pour Ali MacGraw
  - Meilleur réalisateur pour Arthur Hiller
  - Meilleur scénario pour Erich Segal
  - Meilleure musique originale pour Francis Lai

### Nominations
- Oscars :
  - Meilleur film
  - Meilleur réalisateur : Arthur Hiller
  - Meilleur acteur : Ryan O'Neal
  - Meilleure actrice : Ali MacGraw
  - Meilleur second rôle masculin : John Marley
  - Meilleur scénario original : Erich Segal

- Golden Globes :
  - Meilleur acteur dans film dramatique : Ryan O'Neal
  - Meilleur second rôle masculin : John Marley

- L'association des réalisateurs américains (Directors Guild of America) a nommé Arthur Hiller pour le prix du meilleur réalisateur en 1971.

- L'association des scénaristes américains (Writers Guild of America) a nommé Erich Segal pour le prix du meilleur scénario de comédie en 1971.

- Francis Lai nommé pour le Grammy Award de la meilleure musique originale de film.